# 吾妻子の滝
吾妻子の滝（あづまこのたき）は、広島県東広島市西条町御薗宇にある滝。「東子の滝」とも書く。

## 菖蒲の前伝説
1180年（治承4年）5月26日、源頼政が宇治平等院釣殿で自刃する。頼政の側室である菖蒲の前は、3歳になる息子の種若丸を連れてこの地に逃れてくる。数日間休んでいたが、種若丸は病気になり、死んでしまう。このとき、菖蒲の前が「吾妻子や 千尋の滝のあればこそ 広き野原の 末をみるらん」と詠んだと言われ、この滝を吾妻子の滝と呼ぶようになった。滝の西側の「吾妻子観音堂」に、種若丸の墓と伝えられる宝篋印塔が納められている。

## 交通アクセス
- JR山陽本線西条駅から呉方面行きバスに乗り、「水源地前」バス停で下車、徒歩約2分

## 周辺
- 東広島市立御薗宇小学校
- 広島県立西条農業高等学校
- エリザベト音楽大学西条学舎
- 呉市水道局三永水源地
- 広島中央サイエンスパーク
- 観現寺